# Шевце (Сандомирський повіт)
Шевце (пол. Szewce) — село в Польщі, у гміні Самбожець Сандомирського повіту Свентокшиського воєводства.
Населення — 214 осіб (2011).
У 1975-1998 роках село належало до Тарнобжезького воєводства.

## Демографія
Демографічна структура на день 31 березня 2011 року:
|          | Загалом | Допрацездатний вік | Працездатний вік | Постпрацездатний вік |
| -------- | ------- | ------------------ | ---------------- | -------------------- |
| Чоловіки | 102     | 16                 | 73               | 13                   |
| Жінки    | 112     | 16                 | 68               | 28                   |
| Разом    | 214     | 32                 | 141              | 41                   |